# 塞加拉 (法国)
塞加拉（法語：Ségala，法語發音：[seɡala]）是法国中央高原的一个传统地区，位于奧克西塔尼大區阿韦龙省西部与塔恩省北部。